# Lipotriches betsilei
Lipotriches betsilei is een vliesvleugelig insect uit de familie Halictidae. De wetenschappelijke naam van de soort is voor het eerst geldig gepubliceerd in 1890 door Saussure.